# Arthur Cook
Arthur Cook (ur. 2 listopada 1978 w Winnipeg) – kanadyjski bokser.
5 kwietnia 2000 Arthur Cook zadebiutował na zawodowym ringu. Po 4-rundowym pojedynku, pokonał na punkty Amerykanina Joego Lenharta, jednogłośną decyzją sędziów.
17 marca 2001 pokonał przez nokaut, Polaka Alberta Sosnowskiego w 9. rundzie, zdobywając tytuł młodzieżowego mistrza świata, federacji WBC. Do nokautu, na punkty prowadził Polak.
23 czerwca 2006 przegrał przez kontuzję z Polakiem Mariuszem Wachem, walkę o tytuł Międzynarodowego Mistrza Polski w wadze ciężkiej. Walka została przerwana w 9. rundzie.
20 marca 2009 został pokonany przez Grzegorza Kiełsę, w 8. rundzie przez TKO, w walce o tytuł Mistrza Kanady. Była to pierwsza obrona pasa, przez Polaka.